# Cadillac Sixty Special
Cadillac Sixty Special — серия представительских автомобилей, выпускавшихся подразделением Cadillac компании General Motors в разные периоды с 1938 по 1993 год.

## 1938—1941
В 1938 году Sixty Special, разработанный Биллом Митчеллом, заменил Cadillac Series 65. В иерархии Sixty Special занимал промежуток между Series 60 и Series 70. Хотя все Sixty Special выпускались во Флитвуде, 60 Special продавался в комплектации Fisher в 1938 и 1939 годах.
Колёсная база составляла 3230 мм, что на 76 мм длиннее, чем у Series 60. Рама X позволяла автомобилю весить 1890 кг. В движение автомобиль приводился 5,67-литровым двигателем V8 мощностью 97 кВт (130 л. с.).
С 1940 года Sixty Special продавался под брендом Fleetwood с более дорогими молдингами, отделкой и обивкой, что позаимствовано у Series 75 и Series 90. 1940 также стал последним годом, когда предлагались боковые запасные шины (опционально на всех кадиллаках, включая Sixty Special). Модельный ряд был расширен до моделей Touring Sedan, Imperial sedan и Town Car.
Всего с 1938 по 1941 год было выпущено около 17900 экземпляров.

### Галерея
- Вид спереди
- Вид сзади
- 1941 Cadillac Sixty Special

## 1942, 1946—1947
В 1942 году длина Sixty Special была увеличена на 180 мм и укорочена на 25 мм. Колёсная база стала составлять 3378 мм. В феврале 1942 года из-за Второй Мировой войны производство автомобиля было остановлено.
В 1946 году производство Sixty Special было возобновлено. Автомобиль стал похожим на Series 62. Изменения также коснулись радиаторной решётки и бамперов. Габаритные огни и указатели поворота располагались под фарами. Буква «V» располагалась под логотипом Cadillac. Количество достигло 5700 единиц.
С 1947 года автомобиль оснащался 5,67-литровым двигателем V8 мощностью 110 кВт (150 л. с.). Радиаторная решётка состояла из шести полос (вместо пяти). Яркие металлические щитки, установленные на передней кромке задних крыльев, заменили чёрные резиновые детали.

## 1948—1949
В 1948 году была переработана почти каждая модель, включая Sixty Special стоимостью 3820 долларов США. Стандартное оборудование включало в себя стеклоподъёмники и двусторонне регулируемое сиденье с гидроэлектростанцией. Центральный насос с электроприводом подавал жидкость под давлением в гидравлические цилиндры, прикреплённые к сиденью, и стеклоподъёмники. Комбинация приборов в форме радуги, которая размещала все датчики прямо над рулевой колонкой перед водителем, использовалась только в 1948 году, в то время как новый изогнутый дизайн приборной панели увеличил вместительность для пассажиров. Отделка была разработана в стиле Lockheed P-38 Lightning.
Автомобиль оснащался 5,42-литровым двигателем V8, мощность которого, по сравнению с предшественником, была увеличена на 7,5 кВт (10 л. с.).

## 1950—1953
На протяжении 1950-х годов Sixty Special оставался удлинённой версией Series 62, однако был лишён МКПП. В 1951 году автомобиль был обновлён, а в 1952 году он праздновал свой «золотой юбилей».

### Галерея
- Cadillac Sixty Special
- 1952 Cadillac Sixty Special

## 1954—1956
С 1954 года автомобили Cadillac Sixty Special имели новый листовой металл. Колёсная база снова была увеличена до 3400 мм. Гидроусилитель Saginaw стал стандартным оборудованием наряду с электрическими омывателями лобового стекла. Опции включали в себя четырёхпозиционное сиденье с электроприводом и усиленные тормоза от Bendix. Мощность 5,42-литрового двигателя стала составлять 230 л. с. Восемь хромированных жалюзи были перемещены на задние двери, как и в 1952 году (позже количество жалюзи было увеличено до двенадцати).

### Галерея
- 1954 Cadillac Sixty Special
- 1955 Cadillac Sixty Special
- 1955 Cadillac Sixty Special Элвиса Пресли
- 1956 Cadillac Sixty Special

## 1957—1958
Компания Cadillac представила свой первый серийный четырёхдверный хардтоп Deville в 1956 году. В 1957 году, когда были переработаны все классические модели, у Sixty Special также появился бесстолпный дизайн. К 1958 году было выпущено 24000 единиц.

### Галерея
- Вид спереди
- 1957 Cadillac Sixty Special
- 1958 Cadillac Sixty Special
- Вид сзади

## 1959—1960
В 1959 году памятные плавники появились на всех моделях, включая Sixty Special. Колёсная база была укорочена на 76 мм (3300 мм). 6,4-литровый двигатель выдавал мощность 242 кВт (325 л. с.). Пневматическая подвеска имела заполненные фреоном амортизаторы.Теперь, ездя на 3 дюйма (76 мм) более короткой колесной базе (130 дюймов (3300 мм) [5] ), 225-дюймовый (5700 мм) Sixty Special продолжал как бесстоечный хардтоп со своими собственными отличительными молдингами - включая боковой фиктивный воздухозаборник на заднем крыле и тонкую хромированную накладку, которая проходила от переднего крыла назад к заднему бамперу, а затем снова вперед к переднему колесу. Установленные на плавниках задние фонари (которые были окрашены в цвет кузова на меньших Cadillac) были хромированными. Двигатель объемом 390 куб. дюймов (6,4 л) обеспечивал 325 лошадиных сил (242 кВт).  Пневматическая подвеска, использующая заполненные фреоном амортизаторы, была опциональной для Sixty Special. Cadillac также рекламировал новую «научно разработанную» дренажную систему. 
Хотя надпись Sixty Special исчезла, надпись Fleetwood осталась, и поскольку единственным другим Cadillac с кузовом Fleetwood был Series 75, по этой и многим другим причинам Sixty Special невозможно было спутать с другими Cadillac. Однако на переднем крыле появилась перегородчатая эмблема «Sixty Special», которая продержалась до 1962 года.
В 1960 году появились новые (более короткие) задние плавники, более чистый дизайн боковой отделки, а также дизайн задней «решетки», общий с Eldorado. Sixty Special также отличался новой эмблемой «Sixty Special», установленной на переднем крыле в технике перегородчатой эмали. Колесная база осталась 130 дюймов (3300 мм), а цена в 6233 доллара была такой же, как и в 1959 году. Новым для 1960 года стало стандартное виниловое покрытие крыши и вернулись небольшие хромированные «жалюзи» (впервые появившиеся в 1942 году, в последний раз — в 1956 году), установленные на задних крыльях, прямо перед задними фонарями. Усилитель руля и тормоза были стандартными. 

### Галерея
- Вид спереди
- Воздухозаборник

## 1961—1964
В 1961 году Sixty Special от Cadillac получил совершенно новый листовой металл с четкой, как у лимузина, линией крыши и слегка укороченной колесной базой в 129,5 дюймов (3290 мм). Маленькие декоративные жалюзи вернулись, на этот раз прямо перед задними фонарями. Продажи достигли 15 500 единиц. С отменой 4х-дверного Eldorado Brougham в конце 1960 года, Sixty Special 1961 года стал седаном, сопутствующим кабриолету Eldorado. Усилитель руля был стандартным.
Стиль 1962 года остался таким же, как и в 1961 году, а жалюзи на крыльях Sixty Special были перемещены на крышу, прямо за проем задней двери. Измененная решетка спереди и новая панель отделки под крышкой задней палубы завершили тонкие изменения. Продажи упали до 13 350 в этом году по базовой цене 6 366 долларов. Функция опускания крышки багажника с электроприводом была опцией. Обогреватель теперь был стандартным.
1963 год имел совершенно новый стиль (на той же колесной базе 129,5 дюймов (3289 мм)) с новым механически обтекаемым двигателем объемом 390 куб. дюймов, производившим те же 325 л. с. (242 кВт) предыдущего поколения OHV Cadillac V8. Sixty Special разделил с Eldorado отсутствие отделки кузова по бокам — он выглядел очень чистым и формальным по сравнению со стандартными моделями Cadillac. В то время как небольшие декоративные жалюзи сохранились на задней стойке, новый орнамент Cadillac «венок и герб» был на заднем крыле. Установленная на переднем крыле эмблема «Sixty Special» (появившаяся в 1960 году) исчезла. Ранее стандартный виниловый верх теперь стал опцией за 125 долларов для Sixty-Special. Цена снизилась до 6300 долларов, а продажи немного выросли на 14000.
За исключением слегка обновленной решетки радиатора и заднего бампера, Sixty Special 1964 года получил несколько внешних изменений. Венок и герб Cadillac были перемещены на место жалюзи, установленных на задней стойке. Sixty Special (и сопутствующий кабриолет Eldorado) практически не имели боковой отделки, за исключением широкого молдинга порога, который шел от заднего края переднего крыла колесной арки до задней части автомобиля. Объем двигателя был увеличен до 429 куб. дюймов (7,03 л), а почтенная трансмиссия Hydra-Matic , впервые представленная в модельном году 1940 года, была заменена новой автоматической трансмиссией Turbo-Hydromatic . Стоимость вернулась к цене 1962 года в 6366 долларов, а продажи достигли 14 500 единиц.

### Галерея
- 1961 Cadillac Sixty Special
- 1962 Cadillac Sixty Special
- 1962 Cadillac Sixty Special
- 1964 Cadillac Sixty Special

## 1965—1970
1965 год ознаменовался совершенно новым дизайном на более длинной 133-дюймовой (3378 мм) колесной базе на удлиненной платформе GM C-Body . Sixty Special теперь снова стал седаном со стойками (средняя стойка отсутствовала с 1957 года). Также новым для 1965 года стал доступный пакет опций «Brougham», добавивший 194 доллара к базовой цене Sixty Special в 6479 долларов, который включал в себя мягкое виниловое покрытие крыши с шильдиком «Brougham» на задней стойке. 18 100 Sixty Specials были построены в 1965 году. С присоединением Eldorado к Sixty Special в 1963 году как единственного нелимузинового Cadillac с кузовом Fleetwood, добавление надписи Brougham сделало номенклатуру немного более единообразной, поскольку Eldorado изначально был доступен только как кабриолет, а его более поздний четырехдверный седан обозначался как «Brougham». Кроме того, Cadillac избавился от X-образной рамы и заменил ее рамой по всему периметру. Стандартное оборудование теперь включало сигнальную лампу на панели приборов, указывающую на незапертую крышку багажника.Задние ремни безопасности также были стандартными.
С небольшими изменениями в отделке, в 1966 году Cadillac предложил покупателям две модели в этой серии: стандартный Fleetwood Sixty Special (цена $6378) и новый Fleetwood Brougham ($6695). Пакет опций Brougham оказался настолько популярным годом ранее, что был сделан отдельной моделью для 1966 года. Fleetwood Brougham включал в себя официально выглядящее виниловое покрытие крыши и роскошные элементы интерьера, такие как отделка из настоящего ореха и, для пассажиров на задних сиденьях, освещенные письменные столы (до 1967 года), подставки для ног и лампы для чтения. Это был последний год, когда Sixty Special служил в качестве компаньона по разделению кузова с кабриолетом Eldorado, поскольку Eldorado 1967 года перешел на передний привод и полностью новый листовой металл. Новый Sixty Special Brougham был продан тиражом более 13 630 экземпляров, превзойдя стандартный Sixty Special, который был продан всего 5445.
Cadillacs имели совершенно новый стиль в 1967 году, но Sixty-Special продолжали с эксклюзивной 133-дюймовой (3400 мм) колесной базой. Sixty Special Brougham за $6,739 продолжал продаваться лучше, чем Sixty Special за $6,423 — 12,750 единиц против 3,550. AM/FM-радио было опцией за $188.
1968 год в основном перенял стиль 1967 года, но капот в этом году был длиннее, так как он доходил до основания ветрового стекла, чтобы скрыть «скрытые» дворники. Также новинкой 1968 года стала стильная скошенная крышка багажника. Sixty Special Brougham с виниловой крышей за 6867 долларов продали 15300 моделей в этом году, в то время как стандартный Sixty Special с окрашенной металлической крышей (стоимостью 6552 доллара) продали всего 3300 автомобилей. Большинство покупателей Cadillac явно посчитали разницу в цене в 315 долларов незначительной.
Совершенно новый стиль появился в 1969 году, и две модели Sixty Special имели отличающиеся от других Cadillac линии крыши. Раздельное сиденье 60/40 было стандартным в Sixty Special Brougham, опциональным в Sixty Special. Безопасность была новым приоритетом в Cadillac, который представил новую рулевую колонку, которая не только была разработана для поглощения удара и разрушения при столкновении, но и имела новые предписанные на федеральном уровне функции защиты от кражи, такие как рулевое колесо, активируемое ключом зажигания, и механизм блокировки рычага переключения передач. Как также предписывалось, подголовники были стандартными на передних сиденьях, в то время как ремни безопасности были предусмотрены для всех шести пассажиров. Двигатель мощностью 375 л. с. (280 кВт) объемом 472 куб. дюйма (7,73 л) перешел с 1968 года. Также следует отметить, что в этом году исчезли небольшие вентиляционные окна на передних и задних дверях. Sixty Special Brougham по цене $7092 включал виниловую крышу (доступную в шести цветах), а также подставки для ног на задних сиденьях и автоматический контроль уровня задних колес, который поддерживал уровень автомобиля, несмотря на вес топлива, пассажиров или груза. Продажи Sixty Special Brougham в размере 17 300 единиц легко превзошли 2545 экземпляров стандартной Sixty Special за $6761.
Sixty Special 1970 года получил несколько изменений, помимо обычной новой решетки радиатора и задних фонарей. Sixty Special давно узнаваема за свой смелый, голый кузов, но в этом году модели получили «хромированный с виниловой вставкой» молдинг кузова — первый заметный молдинг модели со времен «ракеты» 1958 года. Продажи составили 16 913 единиц Sixty Special Brougham по цене 7 284 доллара; и всего 1 738 M Sixty-Specials по цене 6 953 доллара. Это был последний год для стандартной Sixty Special с металлической крышей.

### Галерея
- Cadillac Fleetwood в Монреале
- 1968 Cadillac Sixty Special
- 1969 Cadillac Sixty Special Brougham

## 1971—1976
С 1971 года Cadillac Sixty Special разделял черты дизайна с Calais и DeVille. Самым драматичным изменением стало внедрение в 1975 году прямоугольных фар вместе с совершенно обновлённой радиаторной решёткой.

### Галерея
- 1971 Cadillac Fleetwood Brougham
- 1974 Cadillac Sixty Special Brougham
- 1975 Cadillac Sixty Special Brougham
- 1976 Cadillac Sixty Special Brougham d'Elegance

## 1987—1988 Fleetwood Sixty Special (FWD)
Fleetwood Sixty Special являлся аутсорсинговым и кастомизированным вариантом Cadillac Fleetwood, основанного на платформе GM C-body, но с колёсной базой 115,8 дюйма и общей длиной 201,5 дюйма. Цена составила 34850 долларов США.

## 1989—1992 Fleetwood Sixty Special и 1993 Sixty Special (FWD)
В 1989 году Fleetwood Sixty Special вновь поступил в серийное производство, имея колёсную базу 2890 мм, идентичную Deville и Fleetwood. Цена стала составлять 34230 долларов США.

### Трансмиссии
- 1987—1989 4T60 (440-T4)
- 1990—1993 4T60E

| Объём            | Мощность            | Крутящий момент |
| ---------------- | ------------------- | --------------- |
| 4,1 л HT-4100 V8 | 135 л. с. (99 кВт)  | 258 Н⋅м         |
| 4,5 л HT-4500 V8 | 155 л. с. (114 кВт) | 325 Н⋅м         |
| 4,5 л HT-4500 V8 | 180 л. с. (132 кВт) | 332 Н⋅м         |
| 4,9 л HT-4900 V8 | 200 л. с. (147 кВт) | 373 Н⋅м         |